# Valle Agricola
Valle Agricola é uma comuna italiana da região da Campania, província de Caserta, com cerca de 1.112 habitantes. Estende-se por uma área de 24 km², tendo uma densidade populacional de 46 hab/km². Faz fronteira com Letino, Prata Sannita, Raviscanina, San Gregorio Matese, Sant'Angelo d'Alife.

## Demografia
| Variação demográfica do município entre 1861 e 2011                               |
|                                                                                   |
| Fonte: Istituto Nazionale di Statistica (ISTAT) - Elaboração gráfica da Wikipedia |